# Omaanse uil
De Omaanse uil (Strix butleri) is een uil uit de familie Strigidae. De soort werd in 2013 waargenomen in Oman, waar hij vermoedelijk endemisch is. Een beschrijving werd gepubliceerd in een artikel in het Nederlandse, maar internationaal georiënteerde tijdschrift Dutch Birding. Bij nader onderzoek bleek dat een museumexemplaar dat als type-exemplaar werd bewaard van Strix butleri ("Palestijnse bosuil") dezelfde soort betreft. Daarom kreeg deze uil de wetenschappelijke naam Strix butleri. De uil behield de Nederlandse naam Omaanse uil.

## Beschrijving
De uil gelijkt het meest op de Palestijnse bosuil (Strix hadorami) waarmee hij enkele kenmerken gemeenschappelijk heeft, maar waarvan hij ook aantoonbaar verschilt. Uit de geluidsopnamen blijkt dat de roep van deze uil eerder lijkt op die van de oeraluil (S.uralensis). Bovendien zijn er verschillen in het verenkleed zoals de contrastrijke gezichtssluier, verder een witachtige in plaats van okerkleurige buik zonder bruine bandering, terwijl de staart en de bovendelen donkerder zijn dan die van de Palestijnse bosuil.

## Leefgebied
De reeds waargenomen uilen lijken hoog op rotsrichels te broeden in het Hadjargebergte. Dit gebergte ligt erg geïsoleerd. De Palestijnse bosuil komt voor op 830 km afstand in Dhofar, ook in Oman maar in een ander gebergte. De Omaanse uil komt ook voor in het oosten van Iran.

## Status
In de buurt van de eerste waarneming zijn in totaal 6 à 7 uilen van deze soort gevonden. De uil werd in 2014 opgenomen in de Checklist van BirdLife International als een soort waarover onvoldoende data bekend zijn.Op de Rode Lijst van de IUCN wordt de soort daarom gecategoriseerd als 'onzeker' (data deficient); het risico op uitsterven kan pas worden vastgesteld als er verdere verspreidingsgegevens bekend zijn.

## Ontdekking en daarop volgende taxonomische verwarring
In de nacht van 23 op 24 maart 2013 maakte Magnus Robb geluidsopnamen in het Hadjargebergte in het noordoosten van Oman, in een poging het geluid van de gestreepte dwergooruil vast te leggen. Bij het beluisteren van de opnamen ontdekte hij de roep van een uil die niet leek op die van de uilensoorten die uit dat gebied bekend waren. Robb vermoedde dat het om een onbekend soort bosuil ging. Naast de geluidsopnamen zijn er diverse foto's, maar er is geen geconserveerd exemplaar. In de eerste beschrijving werd daarom een foto als holotype aangewezen.
Een museumexemplaar dat als type-exemplaar van Strix butleri ("Palestijnse bosuil") werd beschouwd, lag sinds 1886 in het Tring Museum. Dit exemplaar bleek identiek te zijn aan de "nieuw ontdekte" Omaanse uil. Ook een 1400 km noordelijker, in Mashad (Iran) gevangen S. butleri bleek volgens een DNA-analyse identiek aan dit exemplaar. Bovendien bleek uit nader onderzoek dat de overige uilen die in het verspreidingsgebied van de Palestijnse uil zijn waargenomen, verschilden van het type-exemplaar en de in Iran gevangen uil. Deze Palestijnse uilen waren dus exemplaren van een feitelijk niet correct, volgens de Zoölogische nomenclatuur beschreven soort. Deze soort kreeg daarom een correcte wetenschappelijke naam: Strix hadorami. Deze naam is een eerbetoon aan de Israëlische ornitholoog Hadoram Shirihai en de naam Strix butleri werd toegekend aan de Omaanse uil.